# Alt-J
Alt-J (Eigenschreibweise: alt-J, auch ∆) ist eine britische Alternative-Folk-Band aus Leeds.

## Geschichte
Die Anfänge der Band gehen auf das Jahr 2007 zurück. Damals lernten sich Gwil Sainsbury, Joe Newman, Gus Unger-Hamilton und Thom Green an der Universität Leeds kennen, wo Sainsbury, Newman und Green Kunst und Unger-Hamilton englische Literatur studierten. In ihrem zweiten Studienjahr spielte Newman Sainsbury ein paar seiner Lieder vor, bei denen er von seinem Gitarre spielenden Vater inspiriert wurde. Daraufhin beschlossen die beiden, eine Band zu gründen. Die ersten Aufnahmen entstanden noch in ihren Studentenwohnheimzimmern an der Universität. Nach Green stieß Unger-Hamilton als letzter zur Band, die in den folgenden zwei Jahren zuerst unter dem Namen Daljit Dhaliwal und später als The Films hauptsächlich in Leeds auftrat. Um Verwechslungen mit der amerikanischen Indie-Rock-Band The Films zu vermeiden, nahmen sie dann mit alt-J einen neuen Bandnamen an. Am 1. November 2012 gewann alt-J den renommierten Mercury Prize. Bei den BRIT Awards 2013 war die Band in drei Kategorien nominiert.
Am 11. Februar 2014 verkündeten alt-J auf ihrem offiziellen Twitter-Account, dass Gwil Sainsbury die Band verlassen habe, bekräftigten aber zwei Tage später auf Facebook, dass die Band weiter an ihrem zweiten Album arbeite. Das Album This Is All Yours erschien am 22. September 2014, die Vorab-Single Hunger of the Pine wurde erstmals am 18. Juni im Programm der BBC gespielt.
Im Februar 2022 erschien das vierte Studioalbum The Dream.

## Bandname
Der Bandname ist auf die Tastenkombination zurückzuführen, mit der auf englischen Mac-Tastaturen das Zeichen ∆ dargestellt wird, das eine tiefere Bedeutung für die Band hat. Das Delta-Zeichen wird in mathematischen Gleichungen als Symbol für die Differenz verwendet. Die Band bezeichnet sich selbst als Alt-J.

## Musikstil und Rezeption
Die Band spielt nach eigenen Angaben Alternative-Pop, der auf Folk-Versen, Synthesizerklängen, Hip-Hop-Synkopierungen und engen Gesangsharmonien beruht. Die britische Tageszeitung The Guardian, in der alt-J am 24. Mai 2012 „Band des Tages“ wurde, bezeichnet die Musik als moderne Fairport Convention.
Das 2014 veröffentlichte Album This Is All Yours erlangte bei dem E-Zine Plattentests.de die erste Höchstbewertung von 10/10 seit dem Jahr 2006.

## Diskografie

### Studioalben
| Jahr | Titel Musiklabel             | Höchstplatzierung, Gesamtwochen, AuszeichnungChartplatzierungen (Jahr, Titel, Musiklabel, Platzierungen, Wochen, Auszeichnungen, Anmerkungen) | Höchstplatzierung, Gesamtwochen, AuszeichnungChartplatzierungen (Jahr, Titel, Musiklabel, Platzierungen, Wochen, Auszeichnungen, Anmerkungen) | Höchstplatzierung, Gesamtwochen, AuszeichnungChartplatzierungen (Jahr, Titel, Musiklabel, Platzierungen, Wochen, Auszeichnungen, Anmerkungen) | Höchstplatzierung, Gesamtwochen, AuszeichnungChartplatzierungen (Jahr, Titel, Musiklabel, Platzierungen, Wochen, Auszeichnungen, Anmerkungen) | Höchstplatzierung, Gesamtwochen, AuszeichnungChartplatzierungen (Jahr, Titel, Musiklabel, Platzierungen, Wochen, Auszeichnungen, Anmerkungen) | Anmerkungen                                                  |
| Jahr | Titel Musiklabel             | DE | AT | CH | UK | US | Anmerkungen                                                  |
| ---- | ---------------------------- | --- | --- | --- | --- | --- | ------------------------------------------------------------ |
| 2012 | An Awesome Wave Infectious   | — | — | CH39 (11 Wo.)CH | UK13 Platin · (72 Wo.)UK | US80 Platin · (61 Wo.)US | Erstveröffentlichung: 28. Mai 2012 Verkäufe: + 1.485.000     |
| 2014 | This Is All Yours Infectious | DE8 (5 Wo.)DE | AT7 (5 Wo.)AT | CH3 (11 Wo.)CH | UK1 Gold · (37 Wo.)UK | US4 Gold · (28 Wo.)US | Erstveröffentlichung: 22. September 2014 Verkäufe: + 707.500 |
| 2017 | Relaxer Infectious           | DE13 (4 Wo.)DE | AT4 (7 Wo.)AT | CH3 (6 Wo.)CH | UK6 Silber · (7 Wo.)UK | US14 (2 Wo.)US | Erstveröffentlichung: 2. Juni 2017 Verkäufe: + 60.000        |
| 2022 | The Dream Infectious         | DE5 (3 Wo.)DE | AT9 (3 Wo.)AT | CH7 (4 Wo.)CH | UK3 (2 Wo.)UK | US110 (1 Wo.)US | Erstveröffentlichung: 11. Februar 2022                       |

### Livealben
- 2016: Live at Red Rocks

### Remixalben
| Jahr | Titel Musiklabel   | Höchstplatzierung, Gesamtwochen, AuszeichnungChartplatzierungen (Jahr, Titel, Musiklabel, Platzierungen, Wochen, Auszeichnungen, Anmerkungen) | Höchstplatzierung, Gesamtwochen, AuszeichnungChartplatzierungen (Jahr, Titel, Musiklabel, Platzierungen, Wochen, Auszeichnungen, Anmerkungen) | Höchstplatzierung, Gesamtwochen, AuszeichnungChartplatzierungen (Jahr, Titel, Musiklabel, Platzierungen, Wochen, Auszeichnungen, Anmerkungen) | Höchstplatzierung, Gesamtwochen, AuszeichnungChartplatzierungen (Jahr, Titel, Musiklabel, Platzierungen, Wochen, Auszeichnungen, Anmerkungen) | Höchstplatzierung, Gesamtwochen, AuszeichnungChartplatzierungen (Jahr, Titel, Musiklabel, Platzierungen, Wochen, Auszeichnungen, Anmerkungen) | Anmerkungen                              |
| Jahr | Titel Musiklabel   | DE | AT | CH | UK | US | Anmerkungen                              |
| ---- | ------------------ | --- | --- | --- | --- | --- | ---------------------------------------- |
| 2018 | Reduxer Infectious | — | — | — | — | US38 (1 Wo.)US | Erstveröffentlichung: 28. September 2018 |

### EPs
- 2011: ∆
- 2013: iTunes Session
- 2013: Summer
- 2017: Deadcrushed
- 2017: 2017 Live EP

### Singles
| Jahr | Titel Album                               | Höchstplatzierung, Gesamtwochen, AuszeichnungChartplatzierungen (Jahr, Titel, Album, Platzierungen, Wochen, Auszeichnungen, Anmerkungen) | Höchstplatzierung, Gesamtwochen, AuszeichnungChartplatzierungen (Jahr, Titel, Album, Platzierungen, Wochen, Auszeichnungen, Anmerkungen) | Höchstplatzierung, Gesamtwochen, AuszeichnungChartplatzierungen (Jahr, Titel, Album, Platzierungen, Wochen, Auszeichnungen, Anmerkungen) | Höchstplatzierung, Gesamtwochen, AuszeichnungChartplatzierungen (Jahr, Titel, Album, Platzierungen, Wochen, Auszeichnungen, Anmerkungen) | Höchstplatzierung, Gesamtwochen, AuszeichnungChartplatzierungen (Jahr, Titel, Album, Platzierungen, Wochen, Auszeichnungen, Anmerkungen) | Anmerkungen                                                 |
| Jahr | Titel Album                               | DE | AT | CH | UK | US | Anmerkungen                                                 |
| --- | ----------------------------------------- | --- | --- | --- | --- | --- | ----------------------------------------------------------- |
| 2012 | Matilda An Awesome Wave                   | — | — | — | UK83 Silber · (2 Wo.)UK | — | Erstveröffentlichung: 10. Januar 2012 Verkäufe: + 200.000   |
| 2012 | Breezeblocks An Awesome Wave              | — | — | — | UK75 Platin · (1 Wo.)UK | US— ×3DreifachplatinUS | Erstveröffentlichung: 18. Mai 2012 Verkäufe: + 3.970.000    |
| 2012 | Fitzpleasure An Awesome Wave              | — | AT47 (3 Wo.)AT | — | UK— SilberUK | US— GoldUS | Erstveröffentlichung: 18. Mai 2012 Verkäufe: + 700.000      |
| 2012 | Something Good An Awesome Wave            | — | — | — | UK76 Silber · (2 Wo.)UK | — | Erstveröffentlichung: 28. September 2012 Verkäufe: + 60.000 |
| 2014 | Hunger of the Pine This Is All Yours      | — | — | — | UK59 Silber · (7 Wo.)UK | — | Erstveröffentlichung: 19. Juni 2014 Verkäufe: + 235.000     |
| 2014 | Left Hand Free This Is All Yours          | — | — | — | UK85 Platin · (3 Wo.)UK | US99 Gold · (1 Wo.)US | Erstveröffentlichung: 7. Juli 2014 Verkäufe: + 1.380.000    |
| 2014 | Every Other Freckle This Is All Yours     | — | — | — | UK58 Silber · (4 Wo.)UK | — | Erstveröffentlichung: 14. August 2014 Verkäufe: + 235.000   |
| 2015 | Warm Foothills This Is All Yours          | — | AT73 (1 Wo.)AT | CH51 (1 Wo.)CH | — | — | Erstveröffentlichung: 2. März 2015                          |
| Folgende Lieder erschienen nicht als Single, wurden aber durch das Album zum Download und Streaming bereitgestellt und konnten somit eine Platzierung erlangen: |                                           | | | | | |                                                             |
| |                                           | | | | | |                                                             |
| 2014 | The Gospel of John Hurt This Is All Yours | — | AT75 (1 Wo.)AT | CH53 (1 Wo.)CH | — | — | Charteinstieg: 21. September 2014                           |
| 2014 | Pusher This Is All Yours                  | — | — | CH54 (1 Wo.)CH | — | — | Charteinstieg: 21. September 2014                           |

Weitere Singles
- 2011: Bloodflood/Tessellate
- 2012: Tessellate (UK: Silber, US: Gold)
- 2012: Something Good
- 2013: Dissolve Me
- 2017: 3WW
- 2017: In Cold Blood
- 2017: Adeline
- 2017: Deadcrush
- 2017: Pleader
- 2021: U&Me
- 2021: Get Better
- 2022: Hard Drive Gold
- 2022: The Actor

## Auszeichnungen für Musikverkäufe
| Silberne Schallplatte - Vereinigtes Königreich - 2025: für das Lied Taro Goldene Schallplatte - Australien - 2015: für das Album This Is All Yours - 2021: für die Single Every Other Freckle - 2021: für die Single Hunger of the Pine - 2021: für die Single In Cold Blood - 2021: für die Single Tessellate - 2022: für die Single Something Good - 2023: für die Single Deadcrush - Dänemark - 2022: für die Single Breezeblocks - 2024: für das Album An Awesome Wave - Europa (Impala) - 2012: für das Album An Awesome Wave - Italien - 2017: für die Single Breezeblocks - 2022: für das Album An Awesome Wave - 2024: für die Single Left Hand Free - Kanada - 2013: für das Album An Awesome Wave - 2015: für das Album This Is All Yours - Neuseeland - 2021: für das Album This Is All Yours - Niederlande - 2018: für das Album This Is All Yours - Spanien - 2024: für die Single Breezeblocks - 2025: für die Single Left Hand Free | Platin-Schallplatte - Australien - 2015: für das Album An Awesome Wave - Neuseeland - 2022: für das Album An Awesome Wave - Niederlande - 2018: für das Album An Awesome Wave 2× Platin-Schallplatte - Australien - 2024: für die Single Left Hand Free - Neuseeland - 2022: für die Single Breezeblocks - 2024: für die Single Left Hand Free 4× Platin-Schallplatte - Australien - 2023: für die Single Breezeblocks |

Anmerkung: Auszeichnungen in Ländern aus den Charttabellen bzw. Chartboxen sind in ebendiesen zu finden.
| Land/RegionAuszeichnungen für Musikverkäufe (Land/Region, Auszeichnungen, Verkäufe, Quellen) | Silber     | Gold       | Platin       | Verkäufe  | Quellen              |
| -------------------------------------------------------------------------------------------- | ---------- | ---------- | ------------ | --------- | -------------------- |
| Australien (ARIA)                                                                            | —          | 7× Gold7   | 7× Platin7   | 770.000   | aria.com.au          |
| Dänemark (IFPI)                                                                              | —          | 2× Gold2   | —            | 55.000    | ifpi.dk              |
| Europa (Impala)                                                                              | —          | Gold1      | —            | (75.000)  | Einzelnachweise      |
| Italien (FIMI)                                                                               | —          | 3× Gold3   | —            | 100.000   | fimi.it              |
| Kanada (MC)                                                                                  | —          | 2× Gold2   | —            | 80.000    | musiccanada.com      |
| Neuseeland (RMNZ)                                                                            | —          | Gold1      | 5× Platin5   | 142.500   | radioscope.co.nz NZ2 |
| Niederlande (NVPI)                                                                           | —          | Gold1      | Platin1      | 80.000    | nvpi.nl              |
| Spanien (Promusicae)                                                                         | —          | 2× Gold2   | —            | 60.000    | elportaldemusica.es  |
| Vereinigte Staaten (RIAA)                                                                    | —          | 4× Gold4   | 4× Platin4   | 6.000.000 | riaa.com             |
| Vereinigtes Königreich (BPI)                                                                 | 8× Silber8 | Gold1      | 3× Platin3   | 2.920.000 | bpi.co.uk            |
| Insgesamt                                                                                    | 8× Silber8 | 24× Gold24 | 20× Platin20 |           |                      |